# Forza! Nederland
El Forza! Nederland (Forza! Los Países Bajos) es un partido político neerlandés nacionalista y de derecha populista en los Países Bajos. Fue fundado en 2004 tras la salida en 2003 de su fundador, Paul Meijer, del partido Lista Pim Fortuyn debido a su desacuerdo con la dirección. Meijer fue expulsada del partido en 2021 tras fraude con la tesorería del partido. 

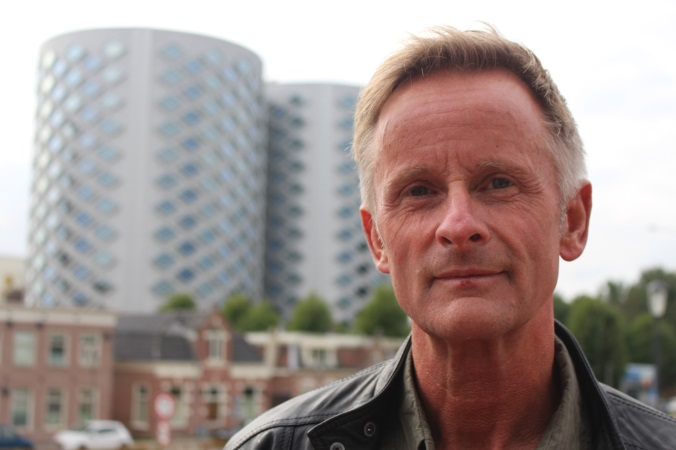
Erik Vermeulen

Forza! está activo en varios municipios de los Países Bajos y estuvo representado en los estados provinciales de Holanda Septentrional hasta 2015. Forza! Es conocido por ser uno de los sucesores de la antigua Lista Pim Fortuyn y muy franco contra el Islam, los refugiados y a favor de los referendos y puede ser considerado como una contraparte local o una alternativa al Partido de la Libertad y JA21. 
Forza! fue representado en los estados provinciales de Noord-Holland, pero ahora solo está activo el los municipios Haarlemmermeer, Castricum  y Velsen. Actualmente, el partido ya no tiene representación a nivel nacional.
A pesar del nombre, el partido no tiene conexión ni forma parte de Forza Italia.
- Datos: Q17189311